# USA:s Grand Prix 2014
USA:s Grand Prix 2014, officiellt 2014 Formula 1 United States Grand Prix, var en Formel 1-tävling som hölls den 2 november 2014 på Circuit of the Americas i Austin, USA. Det var den artonde tävlingen av Formel 1-säsongen 2014 och kördes över 56 varv. Vinnare av loppet blev Lewis Hamilton för Mercedes, tvåa blev Nico Rosberg, även han för Mercedes, och trea blev Daniel Ricciardo för Red Bull.

## Kvalet
| KR. | Nr | Förare            | Konstruktör          | Q1       | Q2       | Q3       | Grid |
| --- | -- | ----------------- | -------------------- | -------- | -------- | -------- | ---- |
| 1   | 6  | Nico Rosberg      | Mercedes             | 1.38,303 | 1.36,290 | 1.36,067 | 1    |
| 2   | 44 | Lewis Hamilton    | Mercedes             | 1.37,196 | 1.37,287 | 1.36,443 | 2    |
| 3   | 77 | Valtteri Bottas   | Williams-Mercedes    | 1.38,249 | 1.37,499 | 1.36,906 | 3    |
| 4   | 19 | Felipe Massa      | Williams-Mercedes    | 1.37,877 | 1.37,347 | 1.37,205 | 4    |
| 5   | 3  | Daniel Ricciardo  | Red Bull-Renault     | 1.38,814 | 1.37,873 | 1.37,244 | 5    |
| 6   | 14 | Fernando Alonso   | Ferrari              | 1.38,349 | 1.38,010 | 1.37,610 | 6    |
| 7   | 22 | Jenson Button     | McLaren-Mercedes     | 1.38,574 | 1.38,024 | 1.37,655 | 121  |
| 8   | 20 | Kevin Magnussen   | McLaren-Mercedes     | 1.38,557 | 1.38,047 | 1.37,706 | 7    |
| 9   | 7  | Kimi Räikkönen    | Ferrari              | 1.38,669 | 1.38,263 | 1.37,804 | 8    |
| 10  | 99 | Adrian Sutil      | Sauber-Ferrari       | 1.38,855 | 1.38,378 | 1.38,810 | 9    |
| 11  | 13 | Pastor Maldonado  | Lotus-Renault        | 1.38,608 | 1.38,467 |          | 10   |
| 12  | 11 | Sergio Pérez      | Force India-Mercedes | 1.39,200 | 1.38,554 |          | 11   |
| 13  | 27 | Nico Hülkenberg   | Force India-Mercedes | 1.38,931 | 1.38,598 |          | 13   |
| 14  | 26 | Daniil Kvyat      | Toro Rosso-Renault   | 1.38,936 | 1.38,699 |          | 172  |
| 15  | 25 | Jean-Éric Vergne  | Toro Rosso-Renault   | 1.39,250 |          |          | 14   |
| 16  | 21 | Esteban Gutiérrez | Sauber-Ferrari       | 1.39,555 |          |          | 15   |
| 17  | 1  | Sebastian Vettel  | Red Bull-Renault     | 1.39,621 |          |          | PL3  |
| 18  | 8  | Romain Grosjean   | Lotus-Renault        | 1.39,679 |          |          | 16   |

| Vidare från första kvalrundan ▬▬ Vidare från andra kvalrundan ▬▬ |

Noteringar:
- ^1  – Jenson Button fick fem platsers nedflyttning för ett otillåtet växellådsbyte.[1]
- ^2  – Daniil Kvyat fick tio platsers nedflyttning för ett otillåtet motorbyte.[2]
- ^3  – Sebastian Vettel startade från depån då alla delarna i hans motorenhet byts ut.[3]

## Loppet
| Pos. | Nr | Förare            | Konstruktör          | Varv | Tid             | Grid | P  |
| ---- | -- | ----------------- | -------------------- | ---- | --------------- | ---- | -- |
| 1    | 44 | Lewis Hamilton    | Mercedes             | 56   | 1:40.04,785     | 2    | 25 |
| 2    | 6  | Nico Rosberg      | Mercedes             | 56   | +4,314          | 1    | 18 |
| 3    | 3  | Daniel Ricciardo  | Red Bull-Renault     | 56   | +25,560         | 5    | 15 |
| 4    | 19 | Felipe Massa      | Williams-Mercedes    | 56   | +26,924         | 4    | 12 |
| 5    | 77 | Valtteri Bottas   | Williams-Mercedes    | 56   | +30,992         | 3    | 10 |
| 6    | 14 | Fernando Alonso   | Ferrari              | 56   | +1.35,231       | 6    | 8  |
| 7    | 1  | Sebastian Vettel  | Red Bull-Renault     | 56   | +1.35,734       | PL   | 6  |
| 8    | 20 | Kevin Magnussen   | McLaren-Mercedes     | 56   | +1.40,682       | 7    | 4  |
| 9    | 13 | Pastor Maldonado  | Lotus-Renault        | 56   | +1.47,870       | 10   | 2  |
| 10   | 25 | Jean-Éric Vergne  | Toro Rosso-Renault   | 56   | +1.48,863       | 14   | 1  |
| 11   | 8  | Romain Grosjean   | Lotus-Renault        | 55   | +1 varv         | 16   |    |
| 12   | 22 | Jenson Button     | McLaren-Mercedes     | 55   | +1 varv         | 12   |    |
| 13   | 7  | Kimi Räikkönen    | Ferrari              | 55   | +1 varv         | 8    |    |
| 14   | 21 | Esteban Gutiérrez | Sauber-Ferrari       | 55   | +1 varv         | 15   |    |
| 15   | 26 | Daniil Kvyat      | Toro Rosso-Renault   | 55   | +1 varv         | 17   |    |
| Ret  | 27 | Nico Hülkenberg   | Force India-Mercedes | 16   | Motor           | 13   |    |
| Ret  | 11 | Sergio Pérez      | Force India-Mercedes | 1    | Kollisionsskada | 11   |    |
| Ret  | 99 | Adrian Sutil      | Sauber-Ferrari       | 0    | Kollision       | 9    |    |

| Förare och stall som tog poäng ▬▬ |

## Ställning efter loppet
|   | Pos. | Förare           | Poäng |
| - | ---- | ---------------- | ----- |
| ▬ | 1    | Lewis Hamilton   | 316   |
| ▬ | 2    | Nico Rosberg     | 292   |
| ▬ | 3    | Daniel Ricciardo | 214   |
| ▬ | 4    | Valtteri Bottas  | 155   |
| ▬ | 5    | Sebastian Vettel | 149   |

|   | Pos. | Konstruktör       | Poäng |
| - | ---- | ----------------- | ----- |
| ▬ | 1    | Mercedes          | 608   |
| ▬ | 2    | Red Bull-Renault  | 364   |
| ▬ | 3    | Williams-Mercedes | 238   |
| ▬ | 4    | Ferrari           | 196   |
| ▬ | 5    | McLaren-Mercedes  | 147   |

- Notering: Endast de fem bästa placeringarna i vardera mästerskap finns med på listorna.